# Окремий комендантський полк Донецька (РФ, Донбас)
Окремий Краматорський комендатський полк Донецька (ОКП Донецька, в/ч 08816) — незаконне збройне формування 1-го армійського корпусу ДНР.

## Історія
Сформований 15 жовтня 2014 року в Донецьку. Головне завдання — контроль, дотримання дисципліни та військових статутів військовослужбовцями на території міст та населених пунктів окупованої Донеччини. У розпорядженні ОКП входять військові комендатури "ДНР" (12 комендатур). До складу полку також входять підрозділи військової поліції. У складі військової поліції ОКП знаходяться підрозділи спеціального призначення. 
На рубежі 2014-15 рр. окремий комендантський полк займався роззброєнням непідконтрольних Олександру Захарченку бандформувань та боровся із незгодними бойовиками. Після закінчення зимової кампанії 2015 р. полку було вручено бойовий прапор та присвоєно почесне найменування "Краматорський". Станом на жовтень 2015 року полк втратив вбитими 6 бойовиків. 
18 жовтня 2019 року ватажок «ДНР» Денис Пушилін вручив «державні» нагороди членам збройного формування. За «особисту мужність і героїзм» нагороду Георгіївським хрестом IV ступеня отримали 12 бойовиків, 19 осіб були відзначені грамотами, ще 20 осіб достроково отримали «чергові військові звання».

## Втрати
відомі втрати полку:
- 14 загиблих у війні на Донбасі;
- щонайменш 2 загиблих під час повномасштабного вторгнення РФ.